# Ayerbe
Ayerbe es un municipio y una villa de la Hoya de Huesca, ubicada a 28 km de Huesca, comunidad autónoma de Aragón, España.

## Geografía

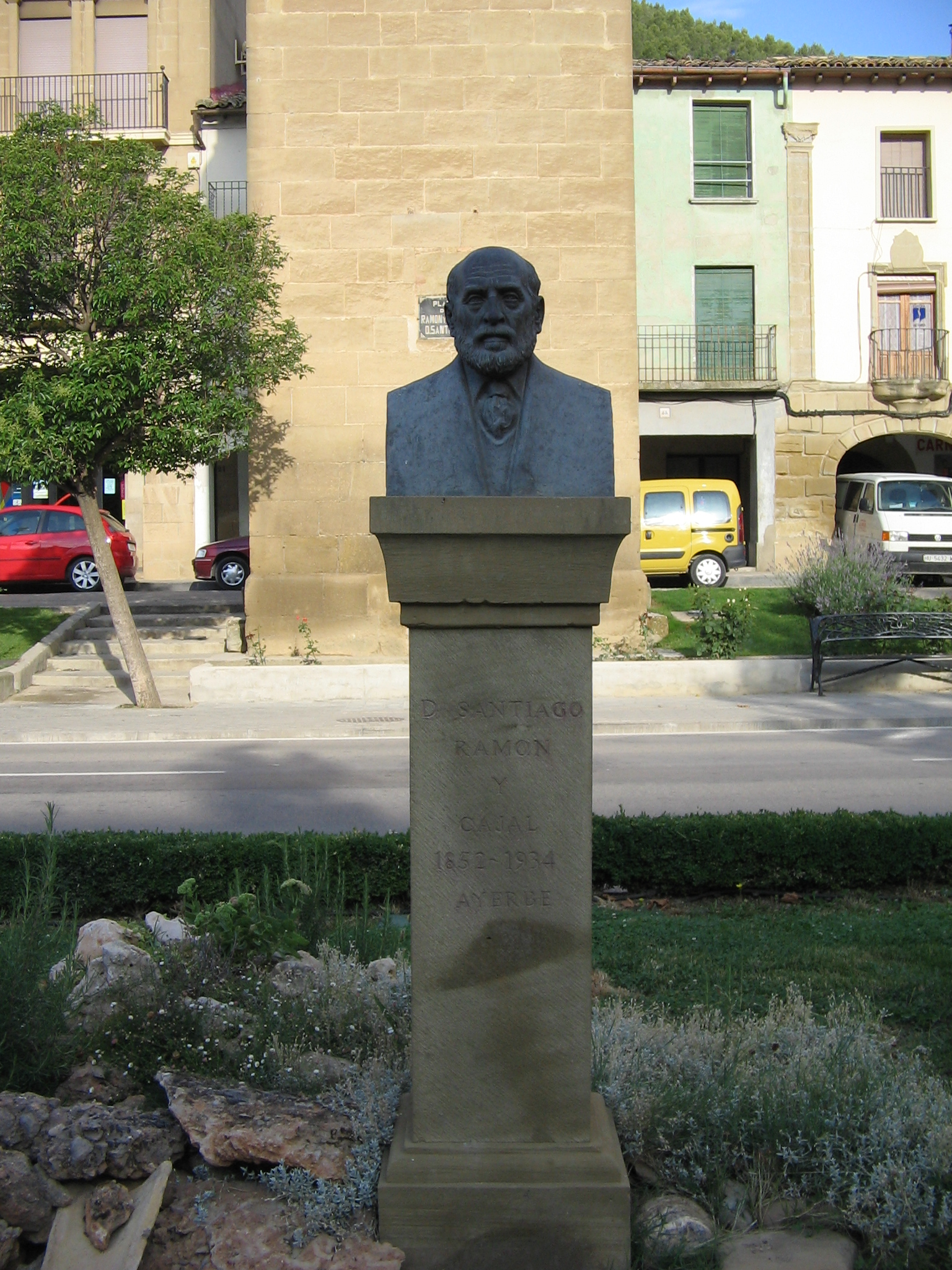
Busto de D. Santiago Ramón y Cajal en la plaza que lleva su nombre

Situada en una depresión erosiva excavada en la facies margosa terciaria, a la izquierda del Río Gállego, goza de cielo alegre y clima saludable. Se encuentra en la carretera autonómica A-132 con dirección a Pamplona. Tiene estación de ferrocarril en la línea de Madrid a Jaca y Canfranc. Componen su territorio 6329 hectáreas que limitan por el norte con los términos de Las Peñas de Riglos y Loarre; por el este con Loarre y Loscorrales; por el sur con Lupiñén-Ortilla, y por el oeste con Biscarrués y Murillo de Gállego. Con terreno apto para el regadío, en general es de secano, flojo y pedregoso, formado por extensos llanos salpicados por pequeños cerros aislados. La encina, el almendro, la vid y el olivo ocupan gran parte de la tierra también poblada por romeros, aliagas y otros arbustos además de las hierbas de pasto, sustento de ganado y de especies para la caza menor, como conejos, liebres, perdices y palomas.
El núcleo urbano gira en torno a dos plazas cuadrilongas custodiadas por el que fue palacio de los Marqueses de Ayerbe (siglo XVI), declarado Monumento Histórico Artístico el 3 de junio de 1931. Otros edificios de valor arquitectónico y su arquitectura doméstica constituyen el atractivo turístico de Ayerbe.
El premio nobel de Medicina Santiago Ramón y Cajal vivió diez años en Ayerbe y sus habitantes mantienen su recuerdo con un museo y centro de interpretación a su memoria. Además, la biblioteca pública de Ayerbe cuenta con una sección Cajal con más de 250 obras y documentos al alcance de cualquier interesado.

### Fauna
La variedad de biotopos que se encuentran desde las crestas de las Sierras hasta el fondo de la Hoya, las grandes extensiones de montes y sierras de indudable valor y riqueza forestal que rodean la comarca y la conservación aunque sea a nivel residual de vegetación autóctona en “marguines”, sotos, barrancos, cabañeras y tierras dejadas en abandono, así como las islas de vegetación que sobreviven a roturaciones e incendios; han permitido escapar de momento a esta comarca del tremendo deterioro ecológico que están sufriendo los montes de la provincia en los últimos 50 años (talas y roturaciones de los carrascales y cajicares del somontano, incendios, monocultivos, aplicación de insecticidas sobre todo en las estepas agrícolas...)
Esas importantísimas “islas” de vegetación autóctona que han quedado desperdigadas por el territorio son refugio para gran variedad de especies vegetales y animales, y han permitido colonizar de nuevo muchos ecosistemas dañados en el pasado.
Para los lepidópteros ropaloceros (las mariposas diurnas) de la comarca de Ayerbe todas estas condiciones son fundamentales para mantener una variedad y frecuencia de especies tanto locales como migratorias muy importante.
A lo largo del año están presentes aquí especies de todas las familias, y cualquier paseo por caminos, sendas o barrancos, va a permitir contemplar tanto el vuelo desordenado y pardo de los satíridos como el aleteo majestuoso y colorido de algunos de los ninfálidos más hermosos, para seguidamente ver planeando grandes y lentos papiliónidos (como la “machaón” o la “apollo”) rodeados de las más pequeñitas y rápidas especies de licénidos y hespéridos.
El emplazamiento en la comarca de una de las mejores reservas de Europa de Buitre Leonado otorga al término de Ayerbe un especial atractivo para ornitólogos y naturalistas.
Otras aves que pueblan el territorio son azores, becadas, búhos reales, cárabos, carboneros, codornices, cuervos, golondrinas, gorriones, grajos, halcones, herrerillos, lechuzas, mochuelos, palomas, perdices, petirrojos, tordos y quebrantahuesos.
Moran también mamíferos: ciervos, conejos, corzos, jabalís, liebres y zorros y algunos otros vertebrados culebras, lagartos, ranas y sapos.
La caza es otra de las riquezas de la zona, practicándose tradicionalmente la caza menor y dejando solamente el jabalí para la caza mayor.

### Vegetación
Mucha superficie es ocupada por tierra de labor muy bien utilizada y circundada por matorral que convive con las aliagas, boj, enebro, gayuba, lavanda, romero, tomillo. El Arbolado natural más difundido está compuesto por la carrasca y el pino carrasco, mientras que el arbolado de repoblación se compone de pino albar y pino laricio.
Es de destacar la gran variedad de setas que germinan en la zona: boleto anillado, boleto granulado, cabrilla, capuchina, champiñón silvestre, colmenilla, negrilla, orellana, pie azul, rebozuelo anaranjado, robellón, robellón avinagrado, rúsula de láminas doradas, senderuela, seta de cardo, seta de chopo, seta de los caballeros.

## Demografía
Ayerbe cuenta con una población de 1066 habitantes (INE 2024).

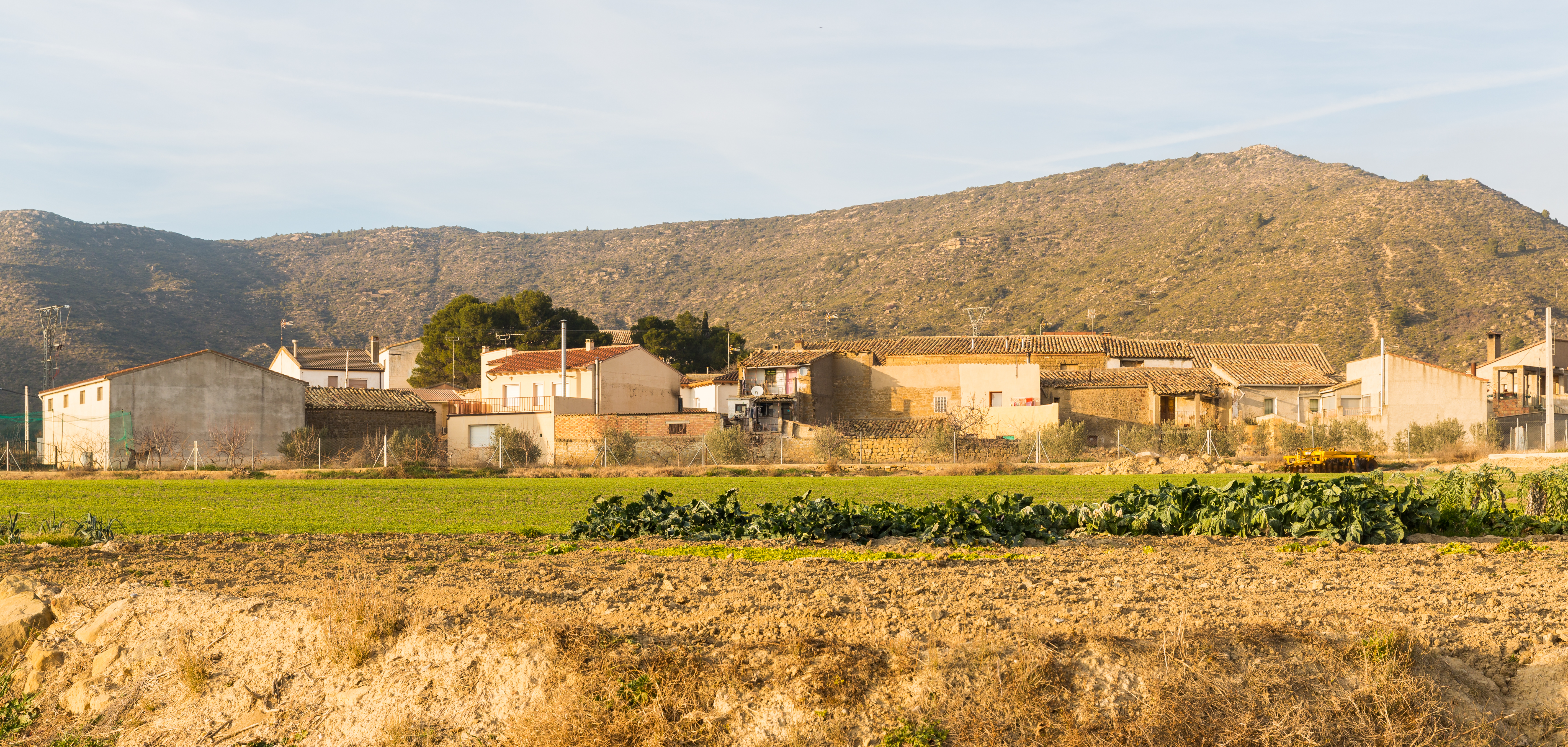
Losanglis, localidad perteneciente al municipio de Ayerbe

| Gráfica de evolución demográfica de Ayerbe entre 1842 y 2021                                                        |
| |
| Población de derecho según los censos de población del INE Población de hecho según los censos de población del INE |

### Localidad
Datos demográficos de la localidad de Ayerbe desde 1900:
| 2224                  | 2379 | 2310 | 2197 | 2319 | 2196 | 2025 | 1765 | 1411 | 1137 | 1052 | 1065 | 959 |
| (Fuente: IAEST e INE) |      |      |      |      |      |      |      |      |      |      |      |     |

- Datos referidos a la población de derecho.

### Municipio
Datos demográficos del municipio de Ayerbe desde 1842:
| 1630          | 2369 | 2610 | 2375 | 2560 | 2500 | 2609 | 2727 | 2716 | 2625 | 2615 | 2506 | 2256 | 1893 | 1484 | 1209 | 1110 | 1114 | 1028 |
| (Fuente: INE) |      |      |      |      |      |      |      |      |      |      |      |      |      |      |      |      |      |      |

- Datos referidos a la población de derecho, excepto en los censos de 1857 y 1860 que se refieren a la población de hecho.
- En el censo de 2001, la población que aparece es la población residente, equivalente a la de derecho.

### Otras localidades del municipio
| Núcleos   | Habitantes (2021) |
| --------- | ----------------- |
| Losanglis | 47                |
| Fontellas | 22                |

## Economía

### Evolución de la deuda viva municipal
| Gráfica de evolución de Deuda viva del Ayuntamiento de Ayerbe entre 2008 y 2019                                |
| |
| Deuda viva del Ayuntamiento de Ayerbe en miles de Euros según datos del Ministerio de Hacienda y Ad. Públicas. |

## Heráldica
Escudo cuadrilongo con base circular, en campo de azul, un castillo de oro, donjonado de tres, aclarado de gules y mazonado de sable; surmontado de una flor de lis, de oro. Al timbre una corona cerrada compuesta de un aro de oro engastado de piedras preciosas, sumado de ocho florones de hojas de apio, con perlas intercaladas, y sumados de otras tantas diademas cargadas de perlas, cerradas por lo alto y sumado, en la parte que se juntan, un globo centrado y cruzado de una cruz llana.

### Bandera
Se representa en un paño cuyas proporciones son de una longitud equivalente a tres medios de anchura: paño amarillo, mastilada al asta de una flor de lis, azul, puesta de forma horizontal, que ocupa dos tercios de la longitud del paño, cargada en el centro del asta de un castillo amarillo, donjonado de tres, aclarado de rojo y mazonado de negro.

## Historia

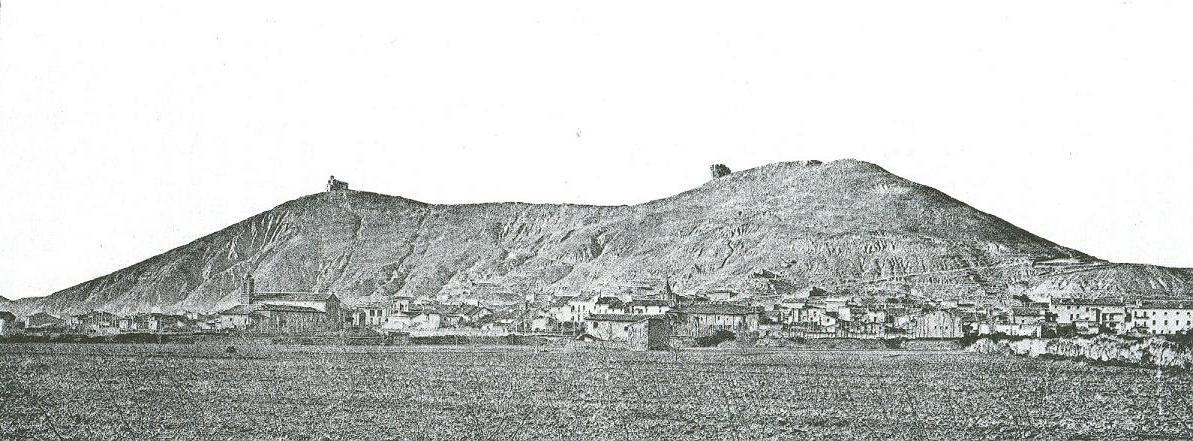
Ayerbe en el

### Orígenes
No existen datos objetivos que permitan suponer la antigüedad que algunos han hecho sospechar para Ayerbe. El emplazamiento del núcleo urbano, en el vértice del monte de S. Miguel, no corresponde a las características comunes en los asentamientos primitivos. Tampoco es cierto que se trate de la antigua mansión romana denominada Ebellino, pues por aquí jamás pasó la vía romana Caesaraugusta-Benearnum. Los orígenes debemos buscarlos en torno al castillo musulmán de la cima del cerro.

### Época Musulmana
La población se encontraba ubicada en la Marca Superior, regida desde Zaragoza y en la cual a menudo se realizaban razzias punitivas hacia los valles pirenaicos y que por lo tanto contaba con una importante cantidad de hisn o fortalezas dedicadas a la protección de la población, como lo fueron Bitra Silg o la atalaya de Santa Eulalia la Mayor.
Gobernando en Zaragoza el musulmán Yahyà b. Mundir al-Muzaffar y ante el acoso del cristiano Rey navarro Sancho el Mayor se levantó una fortaleza defensiva de las tierras llanas junto al cual nacería un pequeño poblado dedicado a su abastecimiento.

### Conquista cristiana
En el año 1083 conquista Ayerbe el rey aragonés Sancho Ramírez y ordena repoblar el lugar. A la muerte de Pedro I, Ayerbe que fue parte de la dote de su segunda esposa, la reina Berta, sigue unos años gobernado por ella. Entre los años 1118 y 1122 el rey de Aragón Alfonso I el Batallador crea un burgo en un altiplano más al sur del cerro.
Desde los principios fue de realengo, ya que tenía tenentes, y en el año 1276 el rey Jaime I de Aragón dejó a su hijo Pedro, también barón de Grañén, Robres y Arnueso, el castillo y villa de Ayerbe. 
El 8 de mayo de 1366 Pedro IV de Aragón donó a Pedro Jordán de Urriés el castillo y villa de Ayerbe y sus términos, pasando desde entonces a ser señores de la misma los Urriés, destacando entre ellos Hugo de Urriés, construyó en el siglo XVI el palacio de la población.

### Edad Moderna
El 26 de junio de 1709 el rey Felipe V concedió a la villa los títulos de noble y fidelísima, por la colaboración prestada en la Guerra de Sucesión.
En la Guerra de la Independencia y posteriores guerras civiles Ayerbe supo soportar atropellos y saqueos que terminaron con la victoria de los vecinos.

### Edad Contemporánea
A finales del siglo XIX la llegada del ferrocarril hizo florecer el comercio. La década de los 70 del siglo XX, con el cierre de la estación internacional de Canfranc, hizo que Ayerbe perdiera muchos puestos de trabajo y, por ello, muchos habitantes.

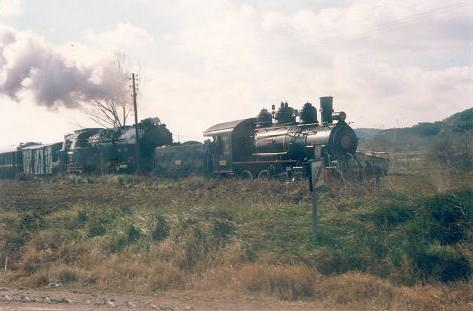
Tren a vapor

Hoy gran parte de sus residentes se dedican a la agricultura y para otros es ciudad dormitorio. Hay un escaso comercio y una progresiva industria de servicios que intenta dar a Ayerbe un enfoque turístico.

## Administración y política

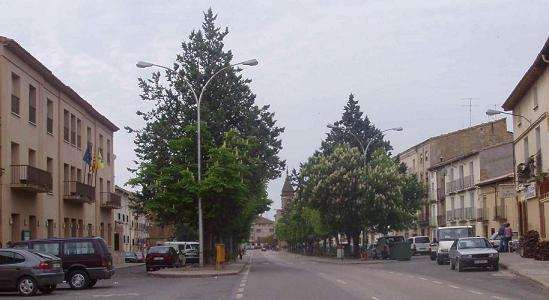
Plaza de Aragón

El municipio de Ayerbe reúne las poblaciones de Ayerbe, Fontellas y Losanglis.
| Período   | Alcalde                         | Partido |  |
| --------- | ------------------------------- | ------- |  |
| 1979-1983 | José Antonio Sarasa Torralba    | PSOE    |  |
| 1983-1987 | Agustín Aylagas García          | PAR     |  |
| 1987-1991 | Agustín Aylagas García          | PAR     |  |
| 1991-1995 | María Carmen Gállego Villamayor | PAR     |  |
| 1995-1999 | María Carmen Gállego Villamayor | PAR     |  |
| 1999-2003 | José Antonio Sarasa Torralba    | PSOE    |  |
| 2003-2007 | José Antonio Sarasa Torralba    | PSOE    |  |
| 2007-2011 | José Antonio Sarasa Torralba    | PSOE    |  |
| 2011-2015 | Carlos Jesús Marco Binué        | PP      |  |
| 2015-2019 | Antonio Biescas Giménez         | PSOE    |  |
| 2019-2023 | Antonio Biescas Giménez         | PSOE    |  |
| 2023-2027 | Antonio Biescas Giménez         | PSOE    |  |

| Partido político    | Partido político                                   | 2003   | 2007   | 2011   | 2015   | 2019   | 2023   |
| Partido político    | Partido político                                   | Ediles | Ediles | Ediles | Ediles | Ediles | Ediles |
|                     | Partido de los Socialistas de Aragón (PSOE-Aragón) | 6      | 4      | 3      | 5      | 6      | 6      |
|                     | Partido Popular de Aragón (PP)                     | —      | 3      | 3      | 3      | 3      | 3      |
|                     | Partido Aragonés (PAR)                             | 2      | 1      | 1      | —      | —      | —      |
|                     | Chunta Aragonesista (CHA)                          | 1      | 1      | 2      | 1      | —      | —      |
| Total de concejales | Total de concejales                                | 9      | 9      | 9      | 9      | 9      | 9      |

## Patrimonio

### Palacio de los Marqueses de Ayerbe

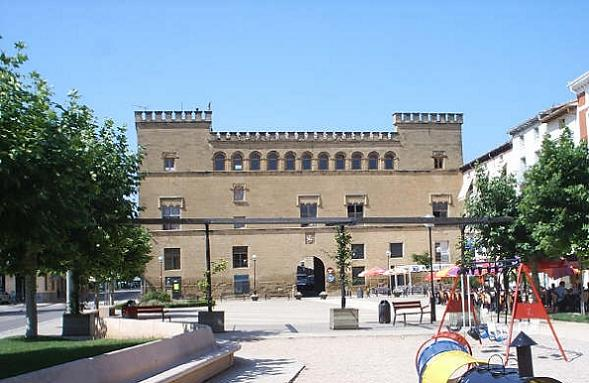
Palacio de los Urriés, hoy Palacio de la Música l Pilar"

También conocido por Palacio de los Marqueses de Urriés es un gran edificio del siglo XV con elementos gotizantes y restos de un patio interior renacentista. Situado en el centro de la población, es símbolo de identidad de la misma. Es una construcción de sillares cuidadosamente cortados, con entrada bajo arco de dovelas y escudo de armas.
Fue finalizado en tiempos del emperador Carlos I de España por el señor de la baronía de Ayerbe, don Hugo de Urriés, y su esposa Greyda de Lanuza.
Durante la guerra de la Independencia sirvió de fortificación a los franceses. A principios del siglo XX es propietaria la familia Coiduras. Declarado monumento histórico artístico el 3 de junio de 1931, fue transformado en floreciente comercio hasta la década de 1970. A principios del siglo XXI, Mª José y Marta Coiduras venden el palacio a José Mª Romeo y su mujer Carmen Ruiz. Tras casi cuatro años de acondicionamientos, en julio de 2004 abrió sus puertas como escuela privada de música con el nombre de Palacio de la Música “El Pilar”.

### Torre del reloj

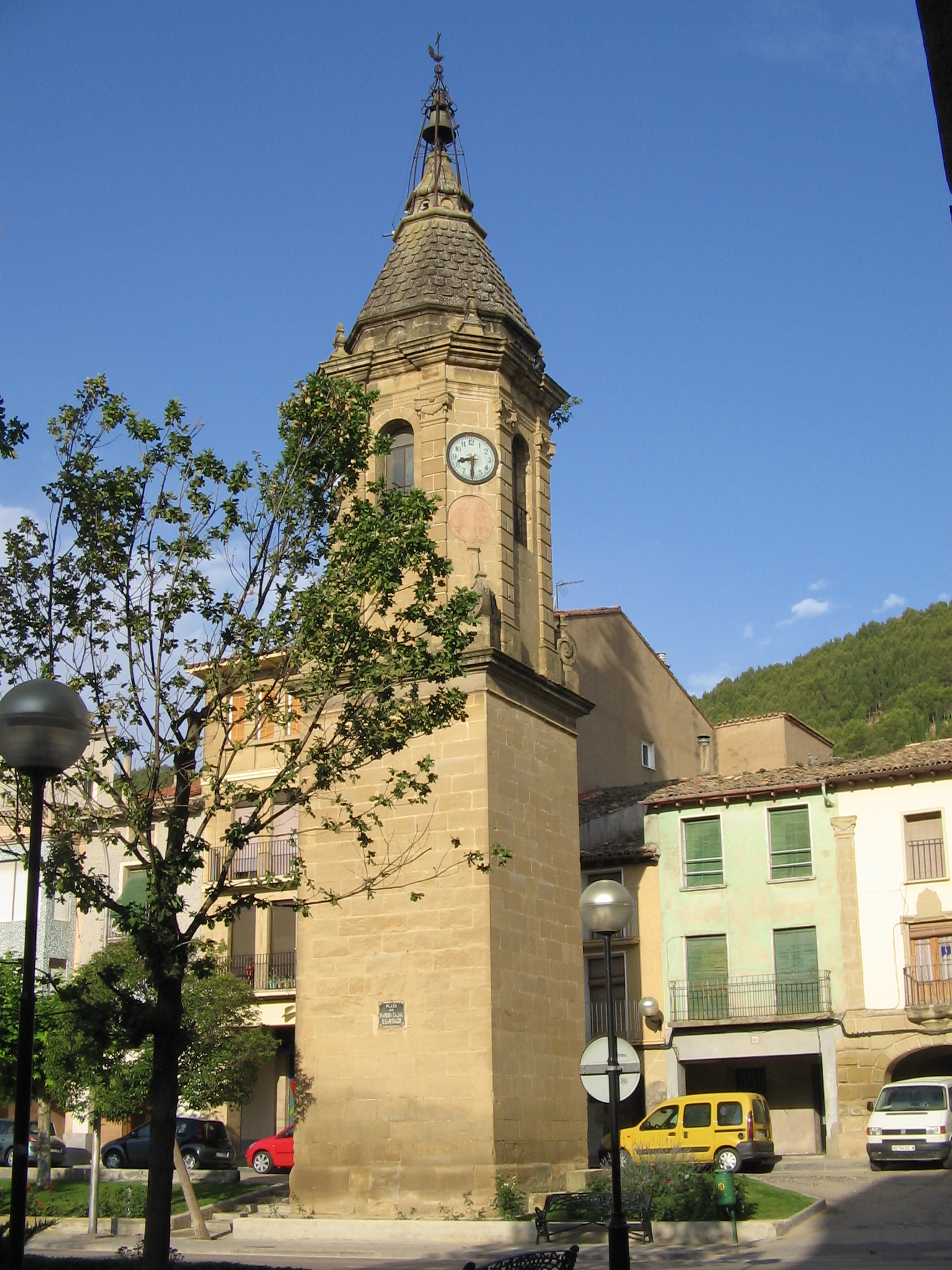
Torre del reloj

Levantada en 1798, es un edificio exento que está situado en la plaza, junto al Palacio. Es construcción única en las comarcas del contorno, diferenciado de la iglesia o Ayuntamiento. Fábrica de sillares de un cuerpo liso que tiene una sencilla puerta adintelada.
Es obra de Tomás Gállego y se levantó con los restos de la torre de la parroquia de Santa María de la Cuesta, que desapareció entre 1750 y 1798, y con el fin de suplir a dicha torre, puesto que tenía, desde 1563, reloj y campana horaria.

### Iglesia de San Pedro

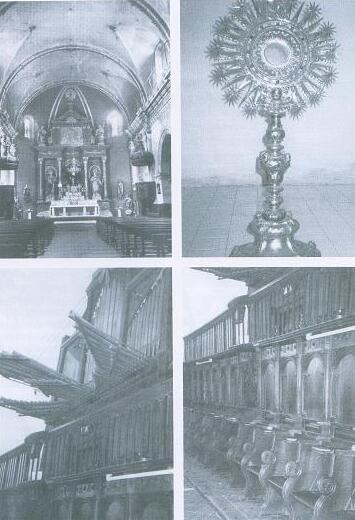
Iglesia de San Pedro Apóstol

Construcción de sillería, sillarejo, ladrillo y tapial, ofrece obra de varias épocas. Nave de cinco tramos y capilla mayor poligonal. La decoración del interior del templo es de concepción neoclásica. Hay coro a los pies sobre lunetos y con frente de arco carpanel. Fachada con decoración programada, toda ella es de piedra y concentra su decoración en la portada. La portada está protegida, en el interior, por un biombo de madera, de tableros lisos. La iglesia, hoy, no tiene torre. Su fábrica es del siglo XVI, conservando obras de diversas épocas. Cuenta con un museo religioso importante y un órgano, de trompetería vertical y horizontal, de mediados del siglo XIX.
Era la iglesia del convento de dominicos, advocación de Nuestra Señora del Remedio, fundado por don Hugo de Urriés y Ximénez de Cerdán, VIII Señor de la Baronía de Ayerbe, y su mujer doña Greyda de Lanuza, poniendo la primera piedra el año 1543 y se acabó en 1548 habiendo fallecido Hugo. Tomó posesión del convento Fr. Tomás Esquibel, prior de Predicadores de Zaragoza y vicario general de la Corona de Aragón, trayendo consigo a once religiosos. La consagración la ofició don Francisco de Urriés, obispo de Urgel, dedicando el templo en honor de la Anunciación de Nuestra Señora, con el título del Remedio.
En el presbiterio de la iglesia, se construyó el panteón para la familia Urriés. La iglesia se comunicaba con el palacio por un camino largo cubierto.
Como consecuencia de la Desamortización, el convento fue abandonado por los religiosos dominicos y destinado a posada. Su biblioteca y demás objetos de valor desaparecieron.
Durante la Guerra de la Independencia, los franceses se encerraron y atrincheraron en la iglesia y torre campanario del referido edificio. En 1810 las tropas nacionales no tuvieron otro remedio que prenderle fuego para que la desalojaran las tropas napoleónicas.
El día 11 de abril de 1855 se inauguró como parroquia de San Pedro, después de repararse y acondicionarse, bajo la tutela del arquitecto Ramón Villanueva, con una subvención del Gobierno de la reina Isabel II, merced a las activas gestiones del entonces párroco Don Jaime Borra y las diligencias practicadas por el ayerbense Don Mariano Soler, por entonces Magistrado de Pamplona.
El 25 de febrero de 1861 un incendio destruyó el retablo del altar mayor, que fue regalo del marqués de Ayerbe. Desde el 26 de mayo hasta el 10 de octubre de 1866 realizaron el actual retablo por obra del escultor Eugenio Serrano, cuyas imágenes elaboró José Pueyo.
En la década de los 80 del siglo XIX, desmontaron la torre de esta iglesia y en mayo de 1968 inauguraron la nueva configuración del altar mayor, después de la reforma que le dio el aspecto actual.

### Torre de San Pedro

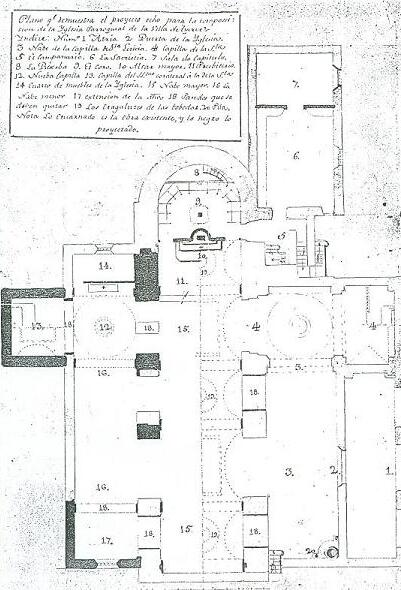
Planos de la colegiata de San Pedro

Edificio adosado a los restos de la antigua colegiata, desaparecida en el siglo XIX. Su fábrica es de sillería que conserva marcas de cantero al exterior y al interior. Tiene tres cuerpos, de los cuales los dos últimos son el campanario. El edificio de la torre es románico, del siglo XII, y fue declarado Monumento Arquitectónico-Artístico el 14 de julio de 1924.
La Colegiata de San Pedro, con acuerdo afirmativo del Supremo Consejo de Castilla, tuvo que ser demolida por los ayerbenses porque amenazaba inminente ruina. A principios del siglo XIX, la bóveda comenzó a resentirse y a abrirse, ya que sus puntos de apoyo no resistían el empuje que recibían, de tal forma que se empezó a agrietar, por lo que el Cabildo eclesiástico se abstenía cuanto podía de hacer celebraciones en ella pasándolas a la iglesia del convento dominico.

### Hospital viejo
Edificio sencillo, construido en sillería y tapial con arco de medio punto de dovelas para entrada y tres ventanas coronadas con un sencillo frontón.

### Castillo musulmán

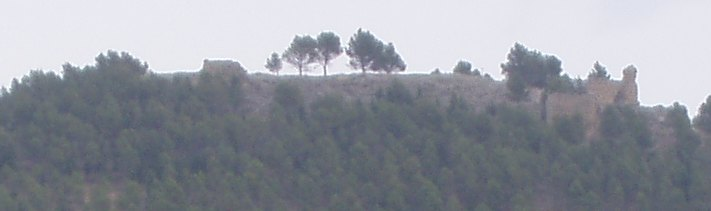
Castillo musulmán

En lo más alto del cerro, en cuyas faldas está el pueblo, hay restos de una construcción que se remonta a época musulmana y debió ser rehecho tras la reconquista. Solo llegan a nosotros unos muros de sillería que aparentemente son muros de contención del terreno. Configuran una planta irregular y se conserva un aljibe.

### Los Muros
Son restos de una iglesia románica que se construyó en época medieval y que formaba parte del castillo. Fue construcción de sillares, de los cuales algunos conservan la marca de cantero. Era edificio exento que estaba acomodado al desnivel del terreno mediante obra de cantería. Tuvo una nave de tramo único con ábside cubierto con exedra de la que solamente queda el arranque. La bóveda está completamente hundida, siendo imposible determinar cuál era su arco.

### Ermita de San Miguel
Con la última reconstrucción a finales del siglo XX, es edificio exento con obra de sillería de una nave de dos tramos y capilla mayor. Ésta, que tiene ábside semicircular, está cubierta con bóveda de cañón. Los tramos están cubiertos con lunetos y tienen vanos adintelados. En el interior, la cornisa que recorre el recinto es de inspiración neoclásica. En la parte baja, el entorno es recorrido por un banco trabajo de albañilería. El banco que recorre el ábside es el original románico y tiene el ángulo bordeado con un bocel. La entrada es de arco rebajado y está protegida por un pórtico cubierto con maderos y abiertos al frente con puerta adintelada.

### Santuario de Nuestra Señora de Casbas

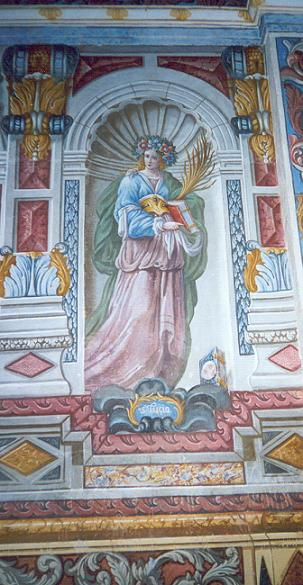
Decoración pictórica

Es construcción de sillares regularmente cortados. Es una nave de cuatro tramos y capilla mayor, que en planta solamente esta diferenciada por una cancela de separación, y en bóveda por la decoración pictórica. Todos los tramos están cubiertos con lunetos que tienen vanos en el muro de mediodía. Son de arco de medio punto al exterior y adintelados al interior. El recinto está recorrido en todo su contorno por un banco de madera apoyado en el muro, y con soportes torneados. El coro queda a los pies, en alto, sobre lunetos y tiene frente de arco de medio punto integrado en los muros. El interior del templo presenta un conjunto destacadamente barroco por la decoración mural con la que armonizan los otros elementos. La decoración pictórica, de autor desconocido, es toda de una mano y ofrece un programa iconográfico completo. La entrada es de un arco de medio punto, con portón de madera claveteada que tiene fecha de 1700. Está protegida por un pórtico cubierto con bóveda de medio cañón, abierto al frente con arco de medio punto. Esta fachada del pórtico queda enmarcada por pilastras semiempotradas lisas que sostienen una estructura adintelada, bajo la cual las enjustas tienen puntas de diamante, y que, a su vez, sostienen un frontón delimitado con molduras de inspiración barroca. Nuestra Señora de Casbas es talla románica.

### Ermita de Santa Lucía
Es edificio exento del siglo XII, construido en sillería que conserva las marcas de cantero. Tiene una nave de tramo único cubierto con bóveda de cañón. En ella se pintaron tres arcos fajones que diferencian cuatro tramos. La capilla mayor está cubierta con exedra. La entrada está a los pies y es un sencillo arco de medio punto sin ornamentación.

### Ermita de San Pablo
Su fábrica es de sillar en fachada y sillarejo en laterales. Es de una nave de cuatro tramos con capilla mayor únicamente diferenciada por estar elevada con respecto a la nave. Los tramos están separados por arcos de diafragma, deformados en la actualidad, que sostienen la cubierta a dos aguas. La entrada es de arco de medio punto de ladrillo.
Según el libro de cuentas de la cofradía de San Pablo Apóstol, las noticias documentales más antiguas que se tienen de esta ermita y de su cofradía son de 1618, aunque ambas existían con anterioridad.
Al entrar el siglo XIX se acometieron obras de reconstrucción de la ermita siendo sufragadas con limosnas y colaboraciones de trabajo personal.
En 1811 se hizo la sacristía, que costó 63 libras jaquesas y en cuya obra se emplearon baldosas y tejas extraídas del convento de dominicos; la calajera para guardar los ornamentos; se obró la replaceta frente a la entrada, se arregló el camino, etc.

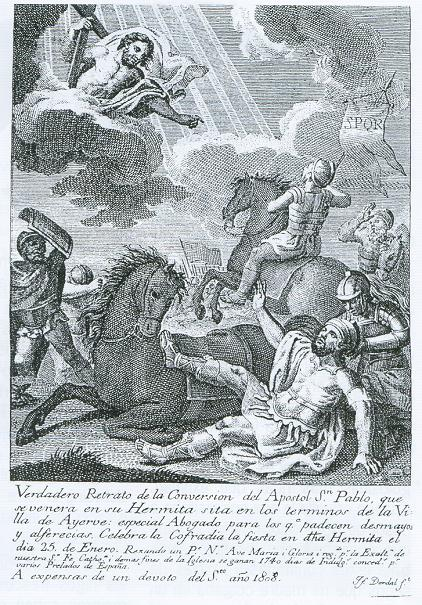
Conversión de San Pablo

Junto a las aportaciones que hacía el pueblo, están también las de la nobleza: merece citarse el destacado papel jugado por la marquesa, viuda del II marqués de Ayerbe, María Josefa de Azlor y Villavicencio, quien ingresó en la cofradía el año 1802 en unión de sus familiares más próximos. Las diversas aportaciones en metálico que efectuó significaron un gran alivio para la economía de la Cofradía. En 1815 la marquesa de Ayerbe corrió con los gastos de impresión de las estampas que se hicieron con la escena del lienzo central del retablo y, en 1817, la marquesa Juana Bucareli, viuda del III marqués de Ayerbe, regaló una casulla morada. Asimismo contribuyeron repetidas veces la marquesa de Lierta y Rubí y el conde de Contamina con diferentes limosnas en metálico y materiales.
En 1810 se hicieron trabajos para repelar el exterior de la ermita y en 1814 fue preciso desmontar el tejado para solventar el problema de las goteras. La casa del ermitaño se comenzó a edificar en noviembre de 1824.
La Cofradía fue dotando a la ermita de todo lo necesario para el mejor desarrollo del culto divino: libros, ornamentos, bancos, un armario y una mesa en la sacristía. El interior fue enlucido y pintado. En 1818, se compró por 10 libras, 25 sueldos y 18 dineros jaqueses, un relicario de plata, obrado en Huesca, para contener reliquias de San Pedro y de San Pablo, provistas de sus correspondientes auténticas.
De las dos lámparas que ardían ante el altar mayor de la ermita, el ayerbense fray Romualdo de Santa Leticia, carmelita descalzo del colegio de Huesca, entregó en 1810 la mejor de ambas. Se compró en 3 libras, 3 sueldos y 12 dineros jaqueses con la condición de que si los religiosos regresaban al convento y la reclamaban había que dársela, devolviendo estos los 3 duros pagados por la cofradía, que a eso equivalía el importe reseñado en moneda aragonesa.
A finales del siglo XIX fue necesario obrar nuevamente en el edificio para preservarlo de la ruina.

### Palacio de los Luna

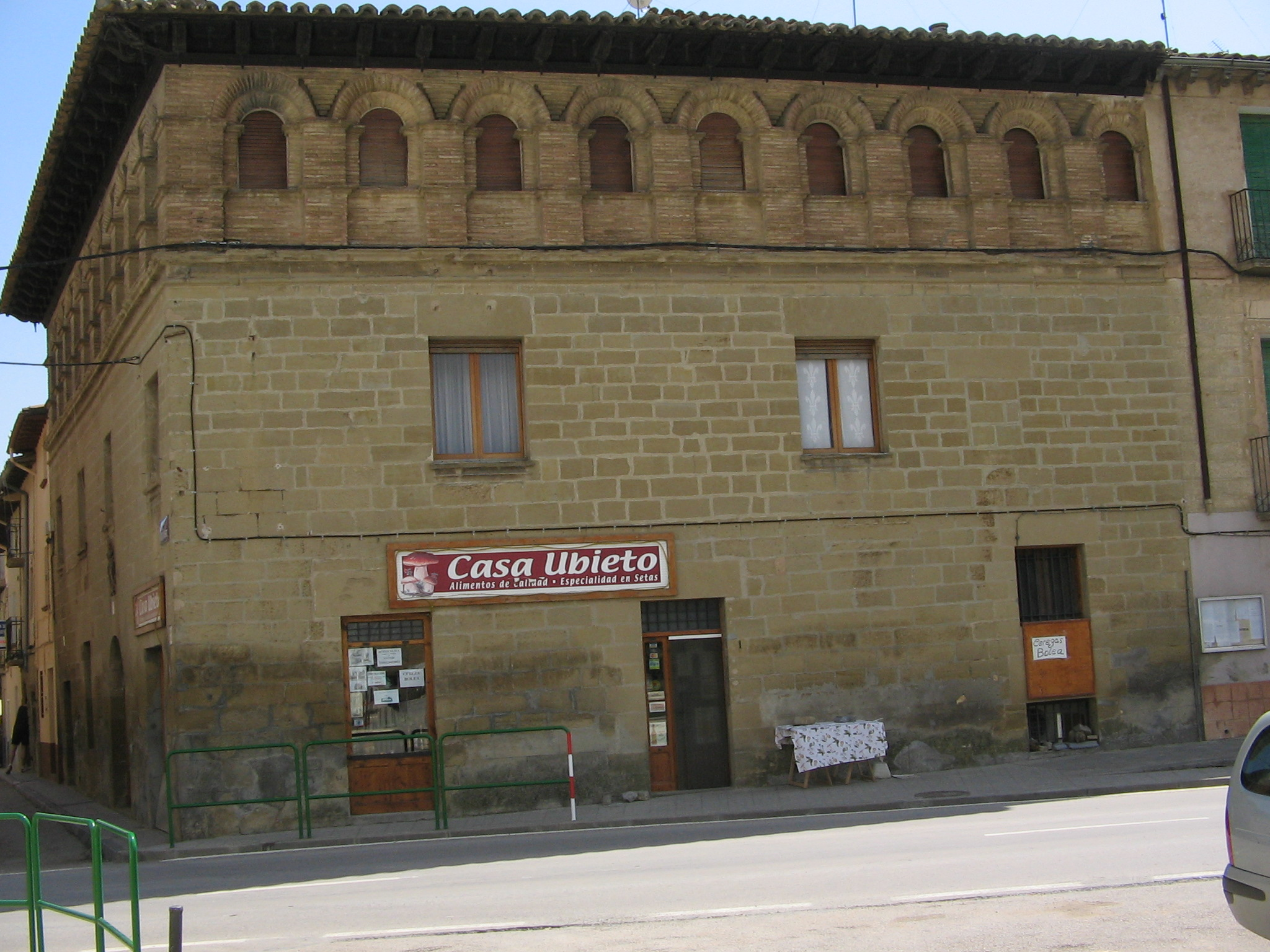
Palacio de los Luna

El Palacio de los Luna destaca entre el caserío de la población por ser una buena muestra de arquitectura renacentista aragonesa. Tiene escudo. Su fábrica es de sillares y las fachadas están rematadas con la típica galería de arquillos de ladrillo, que aquí son aplantillados. El tejado vuela sobre alero de madera.

### Casa Normante
Casa Normante, está situada en el n.º 3 de la plaza Ramón y Cajal. Se trata de uno de los edificios más interesantes y singulares que hay en Ayerbe, por reunir una serie de características que lo distinguen del resto.
Posiblemente fue construido en el siglo XVI. Su fachada es de admirar por la sencillez y sobriedad de sus líneas, que le confieren cierto carácter; toda ella es de piedra sillar, material muy empleado por los maestros constructores de la Bal de Ayerbe en los siglos XVI, XVII y XVIII.
La entrada consiste en un arco de medio punto compuesto por 13 largas y estrechas dovelas (caso único en Ayerbe); en la dovela clave campea un escudo, cuartelado, timbrado por un círculo donde está insertada una cruz griega que termina en brazos flordelisados. Mitad arco fue cegado con sillares y la otra mitad fue repicado para adaptarlo al hueco de la puerta actual, haciéndolo adintelado. En la misma planta baja, más hacia la izquierda, existe una puerta adintelada.
En la primera y segunda planta dos balcones, con sus correspondientes repisas y barandillas de hierro, sustituyen a las primitivas ventanas. Como se construyó prácticamente sin alero, por remate tuvo una sencilla cornisa de piedra (que aún se conserva bajo la canalera metálica existente), de frente ligeramente moldurado, que se encargaba de recoger por un canal interior el agua de la lluvia, la cual era vertida al exterior a través de tres gárgolas, también de piedra, como el resto de la fachada. Estas tres gárgolas (otro caso único en Ayerbe) se apoyan en otros tantos canes de piedra.
En 2007 el Ayuntamiento de Ayerbe aprobó proyecto de derribo para el inmueble, si bien no llegó a producirse gracias a la intervención de la Asociación de Acción Pública para la Defensa del Patrimonio Aragonés, APUDEPA, que solicitó su catalogación a la Dirección General de Patrimonio Cultural.
Por orden de 13 de noviembre de 2007, del Departamento de Educación, Cultura y Deporte, se incluyó en el Inventario del Patrimonio Cultural Aragonés.

## Cultura

### Arquitectura
La arquitectura doméstica coincide con las muestras tipológicas aragonesas del siglo XVI. En su construcción se usó mucho sillar, que quedó complementado con el ladrillo. Hay varias casas que presentan especial interés y con escudo ofreciendo un aspecto homogéneo al estar construidas con sillería y tener algunos remates de galería de arquillos.

### Fiestas religiosas

#### Semana Santa
La Cofradía de la Sangre de Cristo es la encargada de organizar los desfiles procesionales que tienen lugar en Ayerbe durante la Semana Santa.
Fue fundada en 1669 en el altar del Santo Cristo existente en un lateral de la capilla capitular de Nuestra Señora de Soterrano de la desaparecida Colegiata de San Pedro apóstol.

#### Fiestas patronales

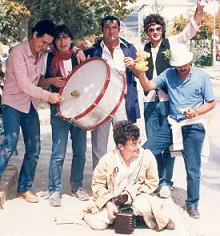

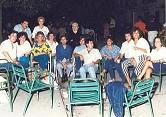

##### San Pablo
El último domingo de enero se celebra la fiesta en honor al apóstol San Pablo. Cuenta la tradición que San Pablo, borracho y camino de Zaragoza, cayó en el campo y en el lugar que lo encontraron dormido se levantó una ermita. Todos los años los ayerbenses lo celebran con copiosos almuerzos en torno a la ermita que suele rematarse en comida si la fría mañana de enero lo permite. En el día anterior se encienden hogueras en las que se asan patatas, se calienta el cuerpo con buen vino de la zona y se acaba bailando en una gran verbena.

##### Virgen de Casbas
El primer domingo de junio se celebra la romería a la ermita de la Virgen de Casbas. Concurren procesionalmente las poblaciones de Ayerbe, Biscarrues, Fontellas y Losanglis. Se canta misa solemne.
Cuentan que la Virgen vino desde Casbas de Francia queriendo este pueblo escoger y desde entonces es invencible baluarte que protege la vida y la fe de los ayerbenses, invocándola en momentos de prueba y confiando en su amor maternal. Comienza la fiesta el sábado con gran verbena que se alarga hasta el domingo con almuerzo y comida en la ermita.
Historia: Esta fiesta es en acción de gracias por la milagrosa lluvia que el día 1 de junio de 1640 consiguieron la villa de Ayerbe y sus aldeas. Llevaron entonces en veneración esta Santa Imagen a la Colegiata de San Pedro de esta villa, donde se veneró nueve días y el último de ellos, que fue el primero de junio, la restituyeron a su Santuario de Casbas. Antes de que las procesiones pudieran volver a sus pueblos, llovió con tanta abundancia que se restauró la cosecha. Consta todo de escritura pública que, en dicho día, mes y año se hizo y testificó para memoria de tan grande beneficio y en consideración del mismo hicieron Ayerbe y sus aldeas voto de venerar a esta Santa Imagen en dicho día. En 1981, la fecha de voto, mediante consulta popular fue cambiado al primer domingo de junio.

##### Santa Leticia

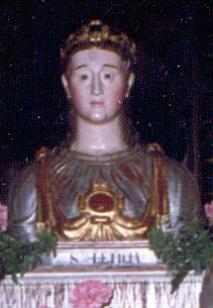

Desde el año 1549 es la fiesta mayor de la villa. En torno al 9 de septiembre, en el que se festeja la fiesta de la patrona, hay entre cuatro o seis días, según años, en el que vecinos y huéspedes de Ayerbe se vuelcan en las calles que fluyen alegría, culminando en una gran cena de hermandad en torno a las calderetas. Procesión con Santa Leticia, de cuya peana cuelgan las uvas que, bendecidas, las repartirán los quintos por las casas. Hay comparsa de gigantes y cabezudos, charangas, competiciones deportivas, concursos infantiles, espectáculos, bailes, concursos culinarios, etc. Cada noche, carreras con los pirotécnicos toros de fuego. No es de extrañar pues, que cada año se acerquen más visitantes a participar y disfrutar de estas fiestas.
La feria, bajo la denominación de Feria de Alternativas Rurales del Prepirineo, el domingo más cercano al 21 de septiembre, festividad de san Mateo, recuerda aquella tradición lúdico-ferial que antaño dio reconocida fama a esta plaza
La semana micológica que se celebra en la Villa desde hace unos años, en el mes de octubre, constituye un acontecimiento social a nivel internacional. La biblioteca pública alberga la mejor colección aragonesa de libros sobre micología.
El boyante comercio, hoy ajado, que desde la Edad Media y hasta mediados del siglo XX floreció en esta Villa, hizo a sus gentes con espíritu hospitalario, virtud que hoy orientan al turismo con sugerentes propuestas hosteleras y de alojamiento.

### Gastronomía

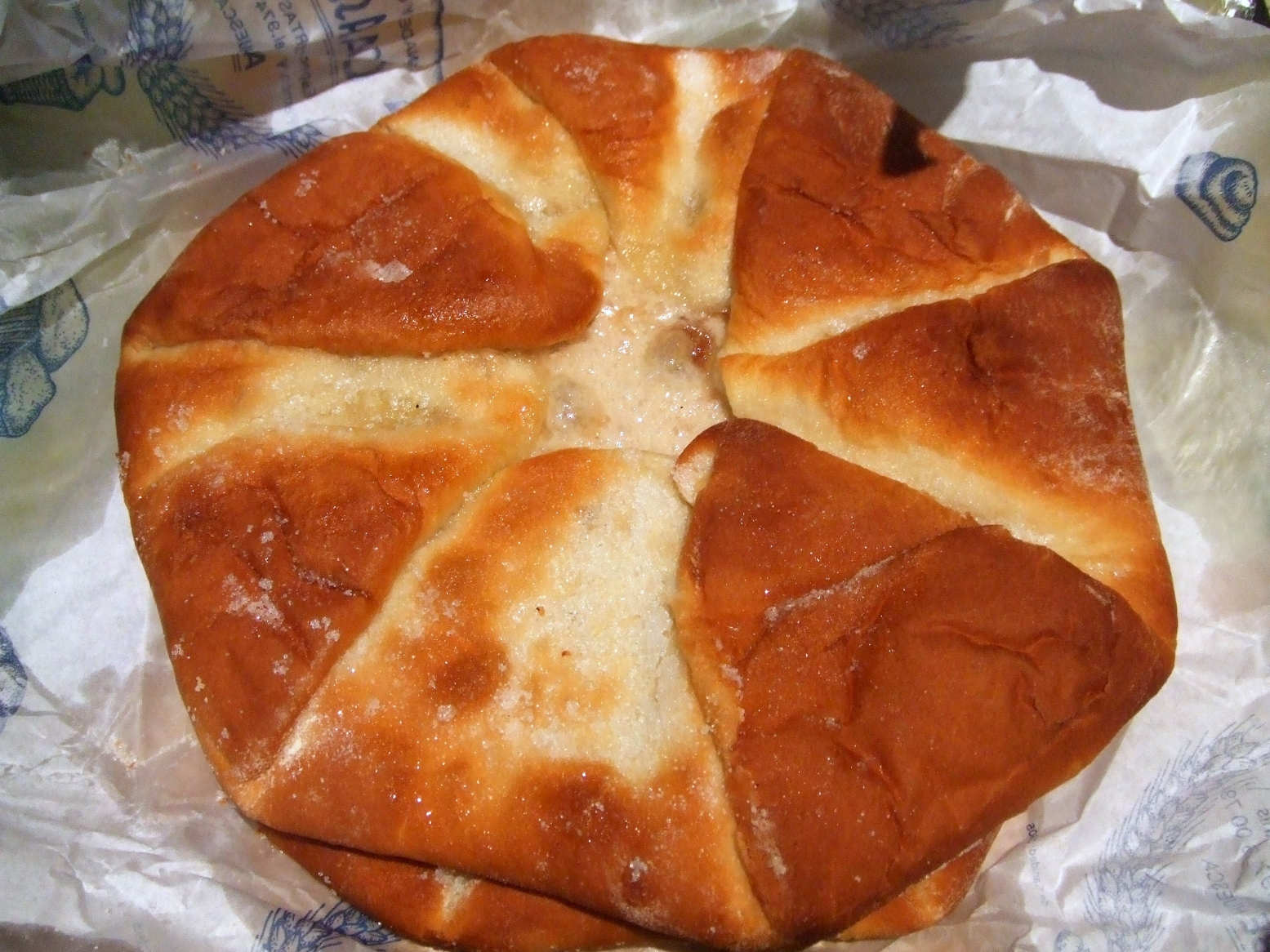
Refollau

En Ayerbe podrá disfrutar el huésped o viajero de su gastronomía y especialidades propias. En la villa y cercanías, restaurantes distinguidos ofrecen una cocina original en la tradición y últimas novedades. Además, establecimientos de comida casera y bares de tapas completan un menú para todos los gustos.
La base son siempre los productos naturales, tan variados en esta tierra y el resultado múltiples platos locales: ensaladas, sopetas, hervidas, migas a la pastor, migas con setas, verduras (borraja, bisaltos, habas tiernas, cardo, col, broquil...), lentejas, caracoles, salmorejo, pollo al chilindrón, cabrito asado, ternasco asado o en chuletas, caldereta, cordero a la pastora, madejas de corder (chiretas), tortetas, morcillas y embutidos variados.
Hay otros productos de calidad reconocida: setas, miel, almendras, aceite, vino y los famosos productos de repostería que ha reclamado de siempre el viajero: la famosa torta de Ayerbe, el refollau y los empanadicos.

### Idioma
Hasta mediados del siglo XX en Ayerbe se hablaba el aragonés, o más exactamente, un dialecto de este: el aragonés ayerbense. Este dialecto era común a la comarca de Ayerbe, la Sotonera y los somontanos de Huesca y Barbastro.
A principios del siglo XX, al generalizarse la escolarización de los niños, se comenzó a castellanizar más el idioma. Sin embargo se conserva el texto de una 'Pastorada' representada en Ayerbe en 1855 en aragonés. Desde la escuela los maestros trataban el aragonés como vulgar, un idioma de analfabetos y rudos. Pero a finales del siglo XX el aragonés de Ayerbe dio el paso a la literatura de la mano de los escritores Luis Pérez Gella y Chusé Antón Santamaría Loriente.
Un maestro pasó por Ayerbe y dejó grabada una lección para niños, que hoy pasarían de los 100 años: O Ferrero de Lobarre a feito un fuso de fierro.[cita requerida]

## Reconocimientos
En 2022, el Observatorio Cultural de la Fundación Contemporánea reconoció a Brizna, Festival de las Artes de Ayerbe, creado en 2021, en dos categorías: ‘Lo mejor del entorno rural’ y ‘Novedades destacadas’.
En 2024 recibió el Premio Pueblo Cultural Aragonés del Año, otorgado por El Periódico de Aragón y Prensa Ibérica. 

## Personas destacadas
- Vicente Castro Les: escritor costumbrista, que nació en 1869. Sus obras son exponente del «baturrismo» tópico: Escenas baturras, de gran amenidad; Chascarrillos baturros, siempre irónicos; Cartas baturras, de sabor muy popular; y el sainete La bolsa o la vida, tema ya tratado por otros autores.
- Adelina Jiménez Jiménez, primera mujer gitana que consiguió ser nombrada maestra en España.
- Chusé Antón Santamaría Loriente (Ayerbe, 1950) es un poeta y escritor en lengua altoaragonesa, diplomado en Magisterio y licenciado en Filología Francesa. Es miembro de Rolde de Estudios Aragoneses y Consello d'a Fabla Aragonesa.

## Localidades hermanadas
- Garlin, Francia.[16]